# بهروز معاونیان
بهروز معاونیان (متولد بیست و ششم دی ماه سال ۱۳۳۶ در تربت حیدریه) صدابردار و صداگذار و مدرس سینمای ایران می باشد. 

## زندگی‌نامه
بهروز معاونیان در سال ۱۳۳۶ در مشهد متولد شد و تحصیلات خود را تا مقطع دیپلم ادامه داد. از سال ۱۳۵۵ با قبول شدن در کنکور به تهران آمد و در رشته صدابرداری در دانشکده تلویزیون و سینما مشغول به تحصیل شد و در مرداد ماه سال ۱۳۵۸ به استخدام تلویزیون درآمد و تا سال ۱۳۶۴ سریال‌های زیادی را از قبیل «سلطان و شبان»، «امیرکبیر»، «تئاتر فاستوس» را صدابرداری کرد. در همان سال با شروع فیلم «باشو غریبه کوچک» به همراه آقای جهانگیر میرشکاری و اصغر شاهوردی صدابرداری سرصحنه را به سینما آورد و تجربیات زیادی را در این زمینه کسب کرد. در سال ۱۳۷۶ شرکت بهرایان فیلم را به همراه بهروز خوش رزم (تهیه کننده و مجری طرح و مدیر تولید) تأسیس کرد و به مدت سه سال مشغول به کار شد و فعالیت خود را در زمینه ساخت استودیو ادامه داد. او در کنار صدابرداری، نویسندگی و کارگردانی را تجربه کرد و موفق به ساخت فیلمی کوتاه با عنوان «غریبه و من» به طریقه dvc شده است.

## جوایز و افتخارات
- کاندید سیمرغ بلورین بهترین صدابرداری بیست و پنجمین دوره جشنواره فیلم فجر روز سوم
- برنده سیمرغ بلورین بهترین صدابرداری هفتمین دوره جشنواره فیلم فجر نار و نی
- برنده سیمرغ بلورین بهترین صدابرداری پنجمین دوره جشنواره فیلم فجر خانه دوست کجاست؟
- کانداید سیمرغ بلورین بهترین صدابرداری ششمین دوره جشنواره فیلم فجر شاید وقتی دیگر

## فیلمشناسی

### مجموعه تلویزیونی
- سلطان و شبان
- امیرکبیر
- تئاتر فاستوس
- زیر گنبد کبود

### سینمایی

#### بازیگر
- ۱ - شاید وقتی دیگر (۱۳۶۶)

#### صدابردار
- ۱ - انارهای نارس (۱۳۹۲)
- ۲ - کلاشینکف (۱۳۹۲)
- ۳ - شاباش (۱۳۹۱)
- ۴ - عملیات مهد کودک (۱۳۹۱)
- ۵ - خنده در باران (۱۳۹۰)
- ۶ - پایان‌نامه (۱۳۸۹)
- ۷ - آدمکش (۱۳۸۸)
- ۸ - خانواده ارنست (۱۳۸۸)
- ۹ - پسر آدم، دختر حوا (۱۳۸۷)
- ۱۰ - تاکسی نارنجی (۱۳۸۷)
- ۱۱ - ملک سلیمان (۱۳۸۷)
- ۱۲ - تولدی دیگر (۱۳۸۶)
- ۱۳ - آفتاب بر همه یکسان می‌تابد (۱۳۸۵)
- ۱۴ - روز سوم (۱۳۸۵)
- ۱۵ - راه طی شده (۱۳۸۴)
- ۱۶ - عصر جمعه (۱۳۸۴)
- ۱۷ - تردست (۱۳۸۳)
- ۱۸ - روایت سه‌گانه (اپیزود دوم، شوخی‌های خدا) (۱۳۸۲)
- ۱۹ - معادله (۱۳۸۲)
- ۲۰ - فرش باد (۱۳۸۱)
- ۲۱ - ناف (۱۳۸۱)
- ۲۲ - اثیری (۱۳۸۰)
- ۲۳ - عیسی می‌آید (۱۳۸۰)
- ۲۴ - چتری برای دو نفر (۱۳۷۹)
- ۲۵ - سام و نرگس (۱۳۷۹)
- ۲۶ - شهرت (۱۳۷۹)
- ۲۷ - هفت پرده (۱۳۷۹)
- ۲۸ - میکس (۱۳۷۸)
- ۲۹ - قصه‌های کیش (اپیزود اول، کشتی یونانی) (۱۳۷۷)
- ۳۰ - سینما سینماست (۱۳۷۶)
- ۳۱ - ابراهیم (۱۳۷۵)
- ۳۲ - لیلی با من است (۱۳۷۴)
- ۳۳ - کاکادو (۱۳۷۳)
- ۳۴ - کیمیا (۱۳۷۳)
- ۳۵ - من زمین را دوست دارم (۱۳۷۲)
- ۳۶ - باز باران (۱۳۷۱)

#### صدابردار صحنه
- ۱ - سام و نرگس (۱۳۷۹)
- ۲ - شیفته (۱۳۷۹)
- ۳ - عشق کافی نیست (۱۳۷۷)
- ۴ - ساغر (۱۳۷۶)
- ۵ - سینما سینماست (۱۳۷۶)
- ۶ - سایه‌های هجوم (۱۳۷۱)
- ۷ - شکوه بازگشت (۱۳۷۱)
- ۸ - ایلیا، نقاش جوان (۱۳۷۰)
- ۹ - بهترین بابای دنیا (۱۳۷۰)
- ۱۰ - دلشدگان (۱۳۷۰)
- ۱۱ - زمان از دست رفته (۱۳۶۸)
- ۱۲ - صنوبرهای سوزان (۱۳۶۸)
- ۱۳ - برهوت (۱۳۶۷)
- ۱۴ - عبور (۱۳۶۷)
- ۱۵ - نار و نی (۱۳۶۷)
- ۱۶ - شاید وقتی دیگر (۱۳۶۶)
- ۱۷ - اجاره نشین‌ها (۱۳۶۵)
- ۱۸ - باشو غریبه کوچک (۱۳۶۵)
- ۱۹ - خانه دوست کجاست؟ (۱۳۶۵)

#### صداگذار
- ۱ - آفتاب بر همه یکسان می‌تابد (۱۳۸۵)
- ۲ - راه طی شده (۱۳۸۴)
- ۳ - شهرت (۱۳۷۹)
- ۴ - شیفته (۱۳۷۹)
- ۵ - سینما سینماست (۱۳۷۶)
- ۶ - ابراهیم (۱۳۷۵)

#### صداگذاری و میکس
- ۱ - تولدی دیگر (۱۳۸۶)

#### میکس
- ۱ - سینما سینماست (۱۳۷۶)

#### با تشکر از
- ۱ - عبور از تله (۱۳۷۲)